# 절반의 실패
《절반의 실패》는 1989년 9월 13일부터 1989년 11월 30일까지 방영된 KBS 2TV 수목 미니시리즈로, 매주마다 주제가 다른 옴니버스 형식의 드라마이다. 동시대를 살아가는 여성들의 문제를 다양한 측면으로 조명하였다 오늘을 살아가는 여성들의 현실이 그대로 반영되어 있다.

## 방송 시간
| 방송 채널 | 방송 기간                           | 방송 시간                              | 방송 시간 |
| --------- | ----------------------------------- | -------------------------------------- | --------- |
| KBS 2TV   | 1989년 9월 13일 ~ 1989년 10월 5일   | 수요일, 목요일 밤 9시 50분 ~ 10시 45분 |           |
| KBS 2TV   | 1989년 10월 11일 ~ 1989년 11월 30일 | 수요일, 목요일 밤 9시 35분 ~ 10시 30분 |           |

## 제1화 고부갈등

### 개요
- 방영일 : 1989년 9월 13일 ~ 1989년 9월 14일(본방)
 1998년 9월 12일(재방)(오전 11시부터 2회 연속)
- 줄거리 :

### 등장 인물
- 이경진
- 정한용
- 강부자
- 이미경

## 제2화 맞벌이 부부

### 개요
- 방영일 : 1989년 9월 20일 ~ 1989년 9월 21일(본방)
 1998년 9월 26일(재방)(오전 11시부터 2회 연속)
- 줄거리 :

### 등장 인물
- 김창숙
- 장용
- 남윤정

## 제3화 남편의 외도

### 개요
- 방영일 : 1989년 9월 27일 ~ 1989년 9월 28일
- 줄거리 :

### 등장 인물
- 김흥기
- 박혜숙

## 제4화 성의 소외

### 개요
- 방영일 : 1989년 10월 4일 ~ 1989년 10월 5일
- 줄거리 :

### 등장 인물
- 이효춘
- 김세윤

## 제5화 폭력남편

### 개요
- 방영일 : 1989년 10월 11일 ~ 1989년 10월 12일(본방)
 1998년 10월 10일(재방)(오전 11시부터 2회 연속)
- 줄거리 :

### 등장 인물
- 한진희
- 김자옥

## 제6화 혼인빙자 간음

### 개요
- 방영일 : 1989년 10월 18일 ~ 1989년 10월 19일
- 줄거리 :

### 등장 인물
- 연규진
- 박순애
- 이치우

## 제7화 이혼녀

### 개요
- 방영일 : 1989년 10월 25일 ~ 1989년 10월 26일
- 줄거리 :

### 등장 인물
- 박근형
- 정영숙

## 제8화 재혼

### 개요
- 방영일 : 1989년 11월 1일 ~ 1989년 11월 2일
- 줄거리 :

### 등장 인물
- 윤미라
- 김용건

## 제9화 혼수

### 개요
- 방영일 : 1989년 11월 8일 ~ 1989년 11월 9일
- 줄거리 :

### 등장 인물
- 양미경
- 유동근

## 제10화 혼전순결

### 개요
- 방영일 : 1989년 11월 15일 ~ 1989년 11월 16일
- 줄거리 :

### 등장 인물
- 김미숙
- 남성원

## 제11화 의처증

### 개요
- 방영일 : 1989년 11월 22일 ~ 1989년 11월 23일
- 줄거리 :

### 등장 인물
- 허진
- 임동진

## 제12화 과소비 여인

### 개요
- 방영일 : 1989년 11월 29일 ~ 1989년 11월 30일
- 줄거리 :

### 등장 인물
- 박원숙
- 전원주
- 백일섭

## 참고 사항
- 사회적으로 불합리하고 부당한 대우를 받아 온 여성의 문제를 다루어 여성들로부터 큰 환영을 받았지만, 극적으로 전개되는 편마다 상대역인 남편을 모두 가정에 무관심하거나 폭력적인 성격, 바람둥이 등으로 묘사해 남자들로부터 반감을 받기도 했다.[1]
- 시청대상인 주부들에게 상당한 호응을 받아서 당초 8화였던 것을 4화를 연장하여 12화로 끝을 맺었다.[1][2]
- 상황 묘사가 "극단적이며 지나치다"는 이유로 방송위원회심의소위원회로부터 '주의' 조치를 받은 바 있다.[3]